# Heuliez GX 137
Les Heuliez Bus GX 137 et GX 137 L sont des autobus à gabarit réduit (midibus) à plancher bas fabriqués et commercialisés par le constructeur français Heuliez Bus, filiale du groupe Iveco Bus, depuis 2014. Les versions standard et articulé ont également été disponibles, nommés GX 337 et GX 437. Ils font partie de la gamme Access'Bus.
Les véhicules de la phase 1 ont été propulsés avec un moteur Diesel Iveco ayant la norme européenne de pollution Euro 6. Ceux de la phase 2 sont motorisés par de l'électrique et par GNV, nommés GX 137 E, GX 137 E L (pour les versions électriques) et GX 137 GNV et GX 137 L GNV (pour les versions Gaz) et se distinguent en ayant la face avant du GX Linium lancé en 2017.
Les GX 137 et GX 137 L remplacent les GX 127 et GX 127 L.

## Historique
Ils sont fabriqués dans l'usine de Rorthais depuis décembre 2013 et commercialisés à partir de début 2014 ; ils succèdent aux GX 127.
- Novembre 2013 : présentation des GX 137 et GX 137 L à Bordeaux[2],[3].
- Octobre 2019 : présentation et lancement des versions électriques[4] ;
- 2022 : arrêt définitif des motorisations Diesel.

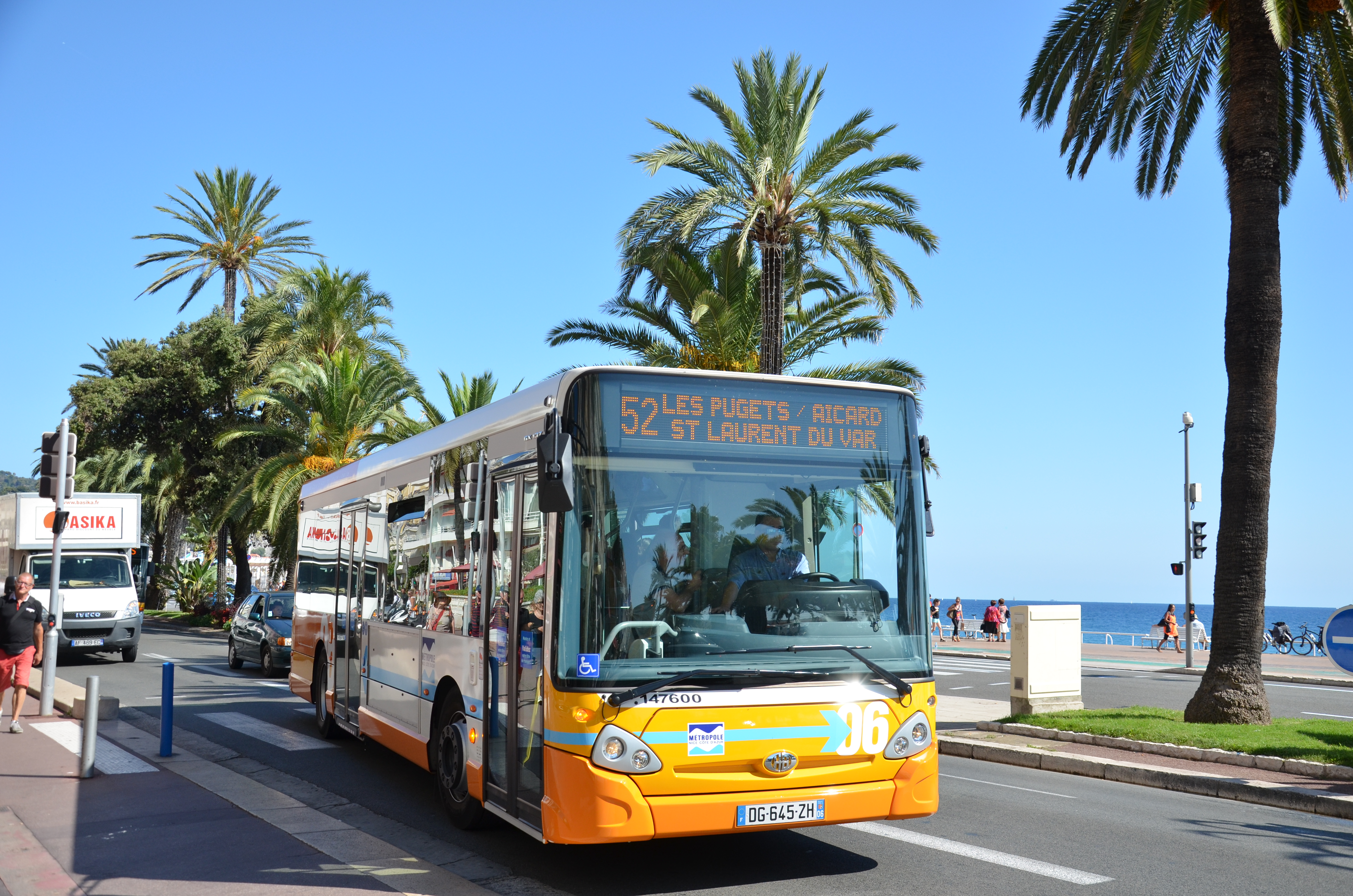
Un GX 137 de Nice.
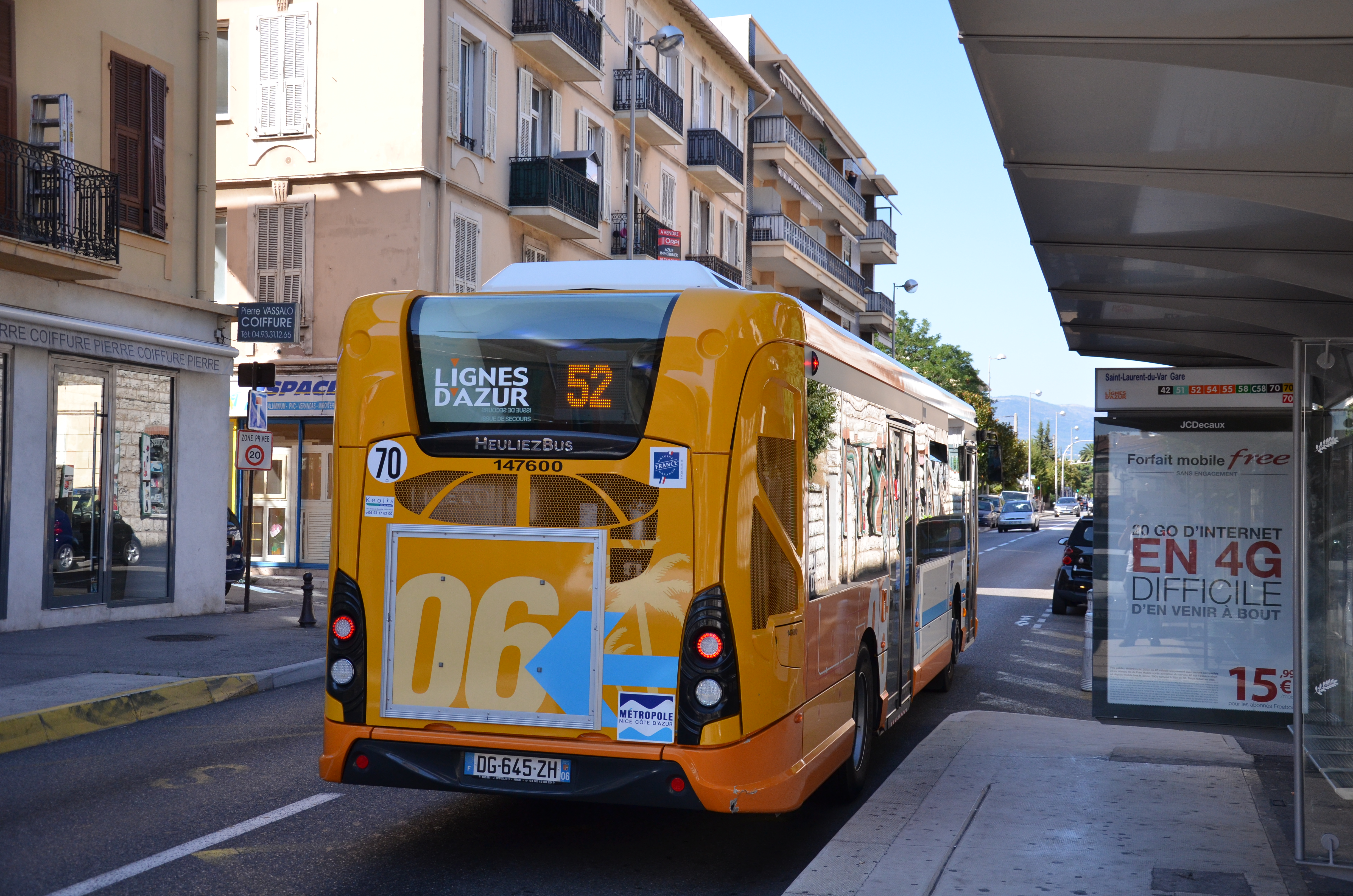
Un GX 137 de Nice.
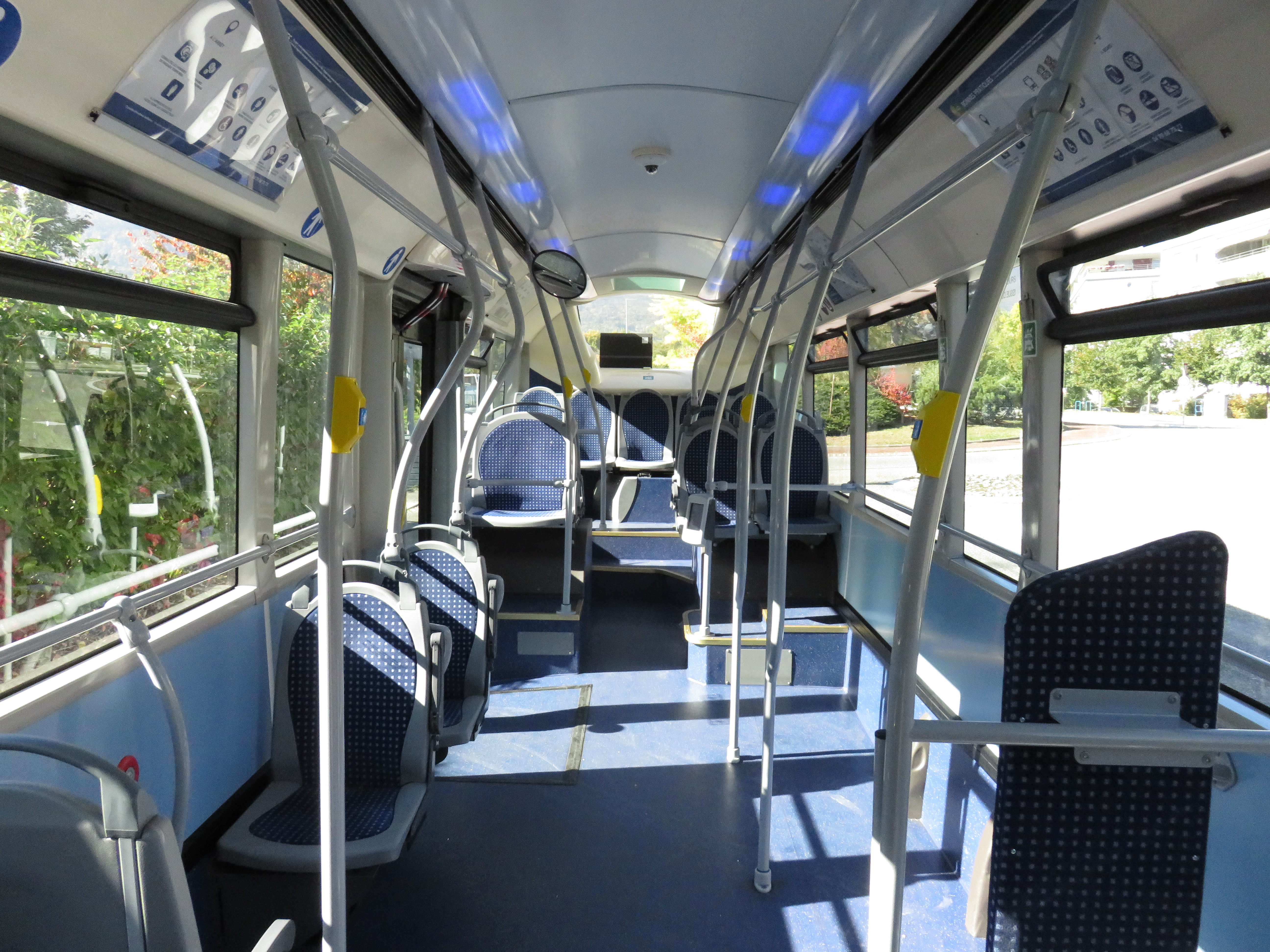
Vue intérieur.
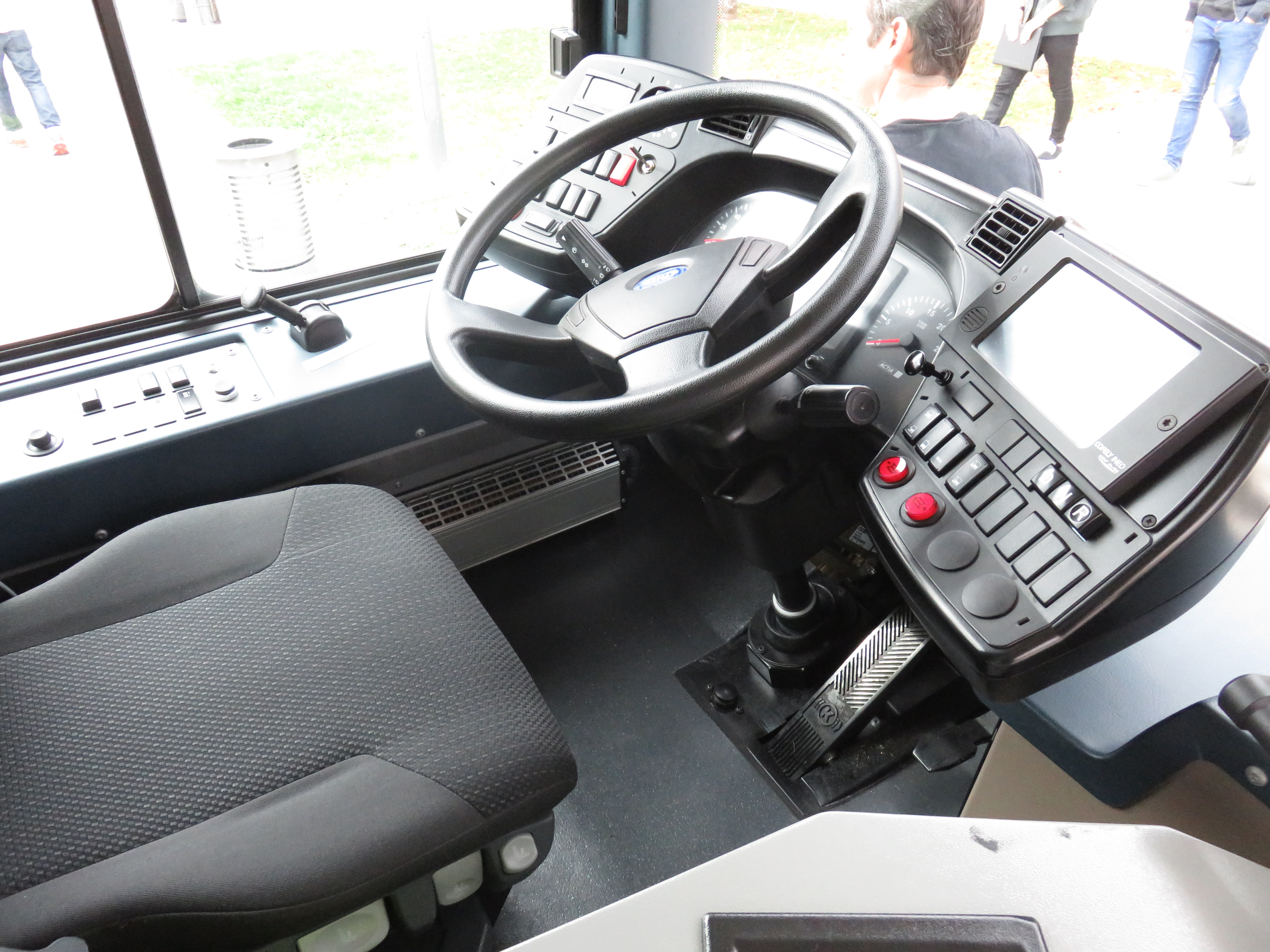
Poste de conduite.

### Résumé du GX 137
| Générations                                    | Production | Dérivés de chez Heuliez Bus | Modèles similaires |
| ---------------------------------------------- | ---------- | --------------------------- | --- |
| Heuliez Bus GX 137 / GX 137 L (2014 - 2021)    |            | GX 337 ; GX 437             | Mercedes-Benz Citaro K C2 ; Iveco Urbanway 10 ; Volvo 7900 10m ; Solaris Urbino 10 IV et Alpino ; Scania Citywide 10.9 ; Van Hool NewA308 et NewA309 |
| Heuliez Bus GX 137 E / GX 137 E L (2019 - ...) |            | GX 337 E ; GX 437 E         | Solaris Urbino 9 LE Electric ; Hess LighTram 10 ; Safra Businova                                                                                     |

## Les différentes versions

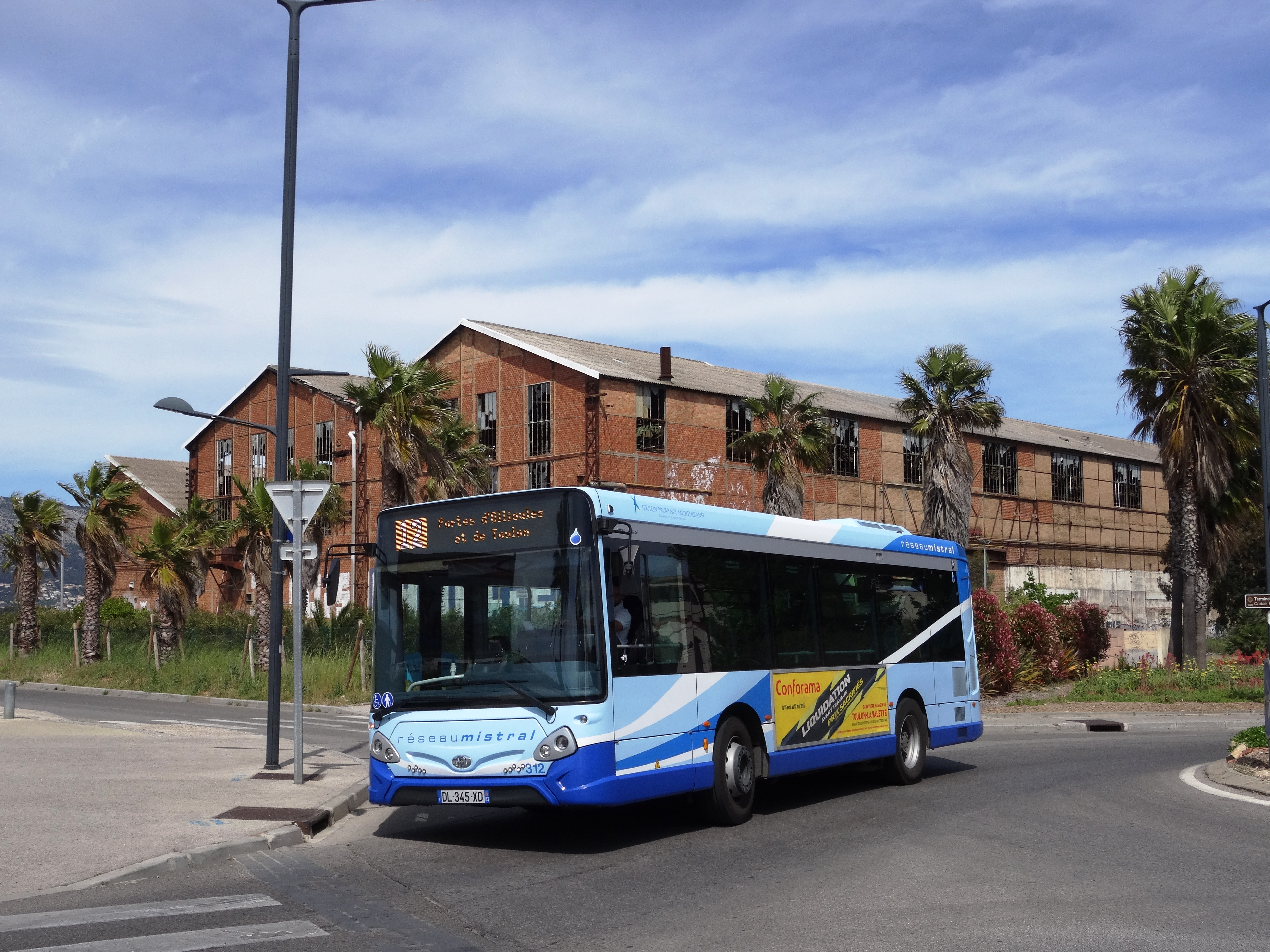
Un Heuliez GX 137 de Toulon.

- Heuliez Bus GX 137 Access'Bus : disponible en deux ou trois portes avec une longueur de 9,510 m. Cette version possède deux vitres entre la porte avant et la porte du milieu. Côté conducteur, elle possède quatre vitres plus une demi après la baie conducteur[2],[3].
- Heuliez Bus GX 137 L Access'Bus : disponible en deux ou trois portes également, il a une longueur de 10,735 m. Cette version possède deux vitres plus une demi entre la porte avant et la porte du milieu. Côté conducteur, elle possède cinq vitres plus une demi après la baie conducteur. Il peut être aménagé avec 2 emplacements UFR[2],[3].
- Heuliez Bus GX 137 E ELEC : disponible en deux portes uniquement, avec une longueur de 9,510 m. Cette version possède deux vitres entre la porte avant et la porte du milieu. Côté conducteur, elle possède quatre vitres plus une demi après la baie conducteur.
- Heuliez Bus GX 137 E L ELEC : disponible en deux portes uniquement, il a une longueur de 10,735 m. Cette version possède deux vitres plus une demi entre la porte avant et la porte du milieu. Côté conducteur, elle possède cinq vitres plus une demi après la baie conducteur. Il peut être aménagé avec 2 emplacements UFR

## Caractéristiques

### Dimensions
|                                   | Heuliez Bus GX 137, Irisbus GX 137 | Heuliez Bus GX 137 L, Irisbus GX 137 L | Heuliez Bus GX 137 E,         | Heuliez Bus GX 137 E L,       |
| --------------------------------- | ---------------------------------- | -------------------------------------- | ----------------------------- | ----------------------------- |
| Longueur                          | 9 510 mm                           | 10 735 mm                              | 9 510 mm                      | 10 735 mm                     |
| Largeur (sans rétroviseurs)       | 2 330 mm                           | 2 330 mm                               | 2 330 mm                      | 2 330 mm                      |
| Hauteur* (sans climatisation)     | 2 885 mm                           | 2 885 mm                               | 3 350 mm                      | 3 350 mm                      |
| Empattement                       | 4 130 mm                           | 5 355 mm                               | 4 130 mm                      | 5 355 mm                      |
| Porte-à-faux                      | AV : 2 505 mm ; AR : 2 875 mm      | AV : 2 505 mm ; AR : 2 875 mm          | AV : 2 505 mm ; AR : 2 875 mm | AV : 2 505 mm ; AR : 2 875 mm |
| Rayon de braquage entre trottoirs | 6 570 mm                           | 8 085 mm                               | 6 570 mm                      | 8 085 mm                      |
| Angle d’attaque / Fuite           | 8°/ 8°                             | 8°/ 8°                                 | 8°/ 8°                        | 8°/ 8°                        |
| Masse à vide**                    |                                    |                                        | 10 572 kg                     | 11 860 kg                     |
| P.T.A.C.**                        | 15 410 kg ou 17 400 kg             | 17 400 kg                              |                               |                               |
| Capacité**                        | 70 maxi                            | 90 maxi                                | 70 maxi                       | 90 maxi                       |
| Portes                            | 2 ou 3                             | 2 ou 3                                 | 2                             | 2                             |
| Hauteur du plancher               | 320 mm                             | 320 mm                                 | 340 mm                        | 340 mm                        |
| Réservoir à combustible***        | Diesel : 230 l ; AUS 32 : 54 l     | Diesel : 230 l ; AUS 32 : 54 l         | —                             | —                             |

* = avec climatisation : 3 265 mm ; ** = variable selon l'aménagement intérieur ; *** = sauf versions électriques.

### Motorisations

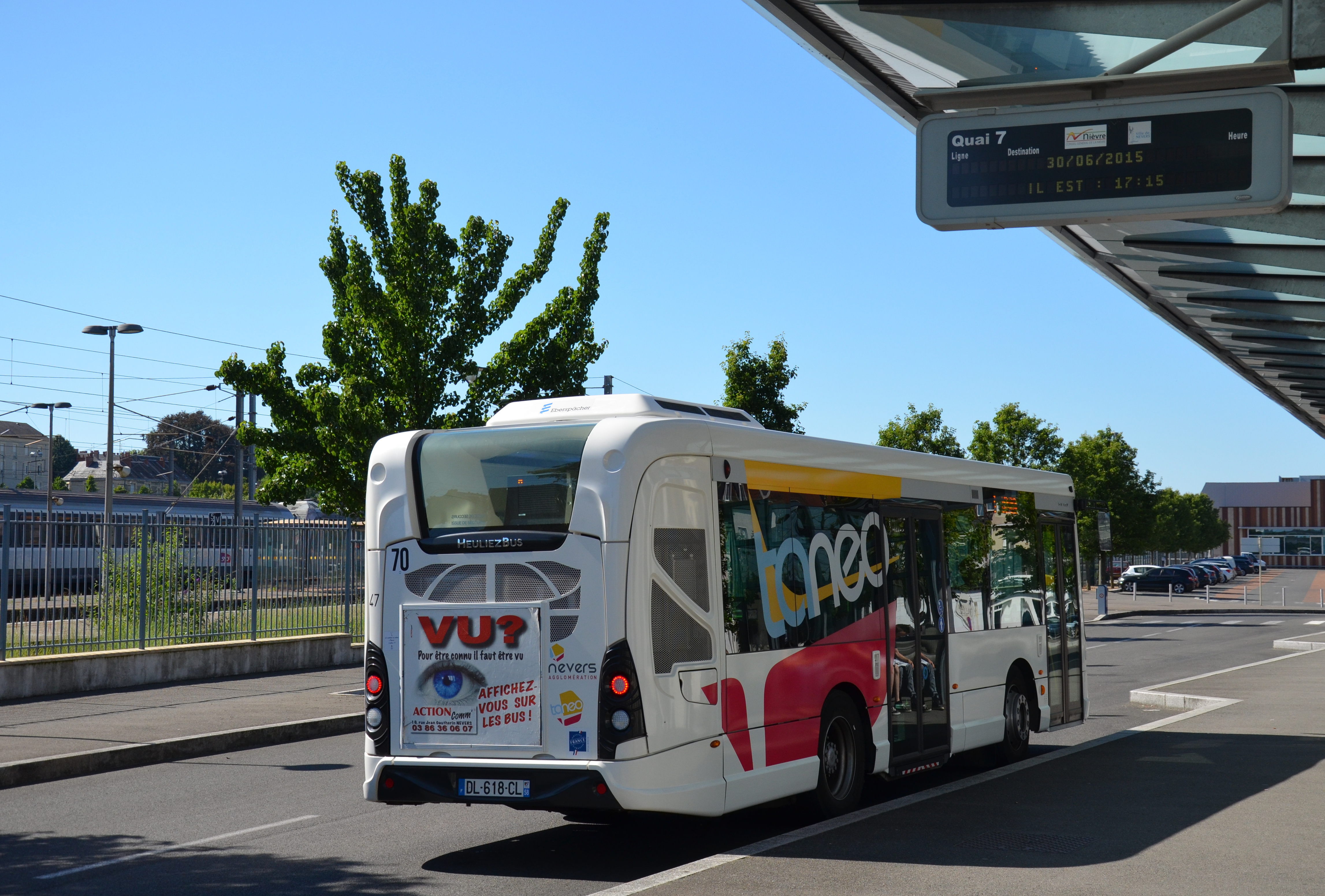
Vue arrière d'un GX 137 Diesel de Nevers.

Les GX 137 ont eu deux motorisations Diesel au fil de leurs années de productions et en fonction des différentes normes européennes de pollution, et une motorisation électrique.
- Du côté des moteurs Diesel : 
  - l'Iveco Tector 7 (Euro 6) six cylindres en ligne de 6,7 litres avec turbocompresseur développant 250 ch.
  - l'Iveco Tector 7 (Euro 6) six cylindres en ligne de 6,7 litres avec turbocompresseur développant 286 ch.

Ils ont été équipés d'une boite de vitesses Voith Diwa 4 à 4/5 ou ZF Ecolife 6 à 6 rapports.
- Du côté des moteurs électriques :
  - 160 kW.

| Modèle                         | Construction | Moteur + Nom                            | Norme Euro | Cylindrée        | Performance                    | Couple                   | Vitesse maxi | Consommation + CO2      |
| GX 137 GX 137 L (Voith Diwa 4) | 2013 - 2021  | 6 cylindres en ligne Iveco Tector 7 E25 | Euro 6     | 6 728 cm3(6,7 L) | 184 kW (250 ch) à 2 500 tr/min | 950 N m à 1 400 tr/min   | 85 km/h      | 29,1 l/100 km ... g/km  |
| GX 137 GX 137 L (ZF Ecolife 6) | 2013 - 2021  | 6 cylindres en ligne Iveco Tector 7 E28 | Euro 6     | 6 728 cm3(6,7 L) | 210 kW (286 ch) à 2 500 tr/min | 1 000 N m à 1 250 tr/min | ... km/h     | 33,0 l/100 km. ... g/km |

| Modèle     | Construction | Moteur + Nom et capacité batterie                            | Performance | Couple    | Vitesse maxi | Autonomie    | Puissance de charge et temps |
| GX 137 E   | Depuis 2019  | Synchrone à rotor bobiné 210 kWh (245 en option)             | 160 kW      | 2 500 N m | ... km/h     | 200 à 300 km | ... kW ... h                 |
| GX 137 E L | Depuis 2019  | Synchrone à rotor bobiné 245 kWh (280, 315 ou 350 en option) | 160 kW      | 2 500 N m | ... km/h     | 200 à 300 km | ... kW ... h                 |

### Châssis et carrosserie
Ils sont construits sur un châssis-poutres Heuliez Bus, contrairement aux GX 337 et GX 437 qui sont eux construits sur des châssis-poutres d'Iveco Bus Urbanway.

### Options et accessoires

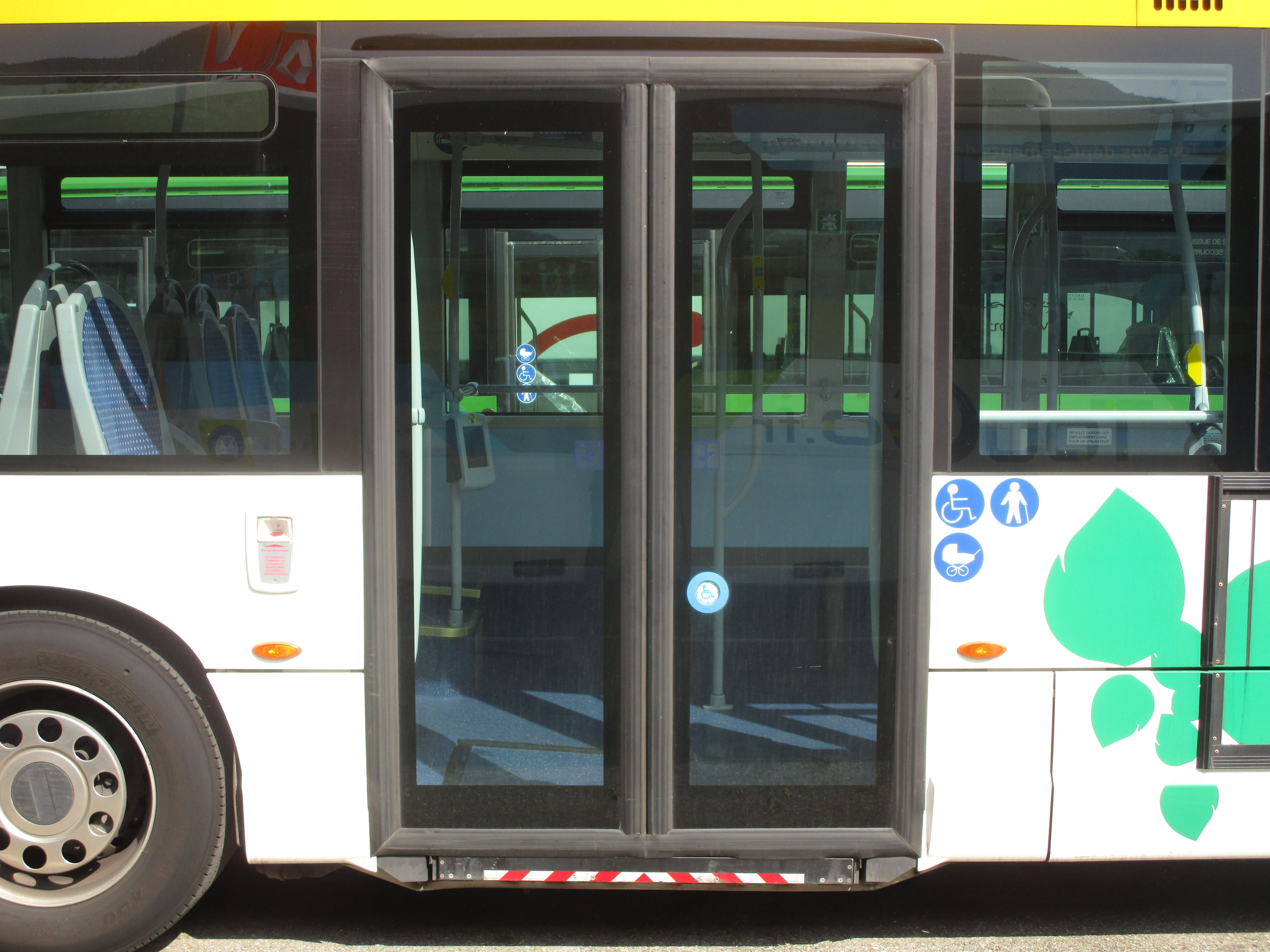
Portes d'un GX 137 L.

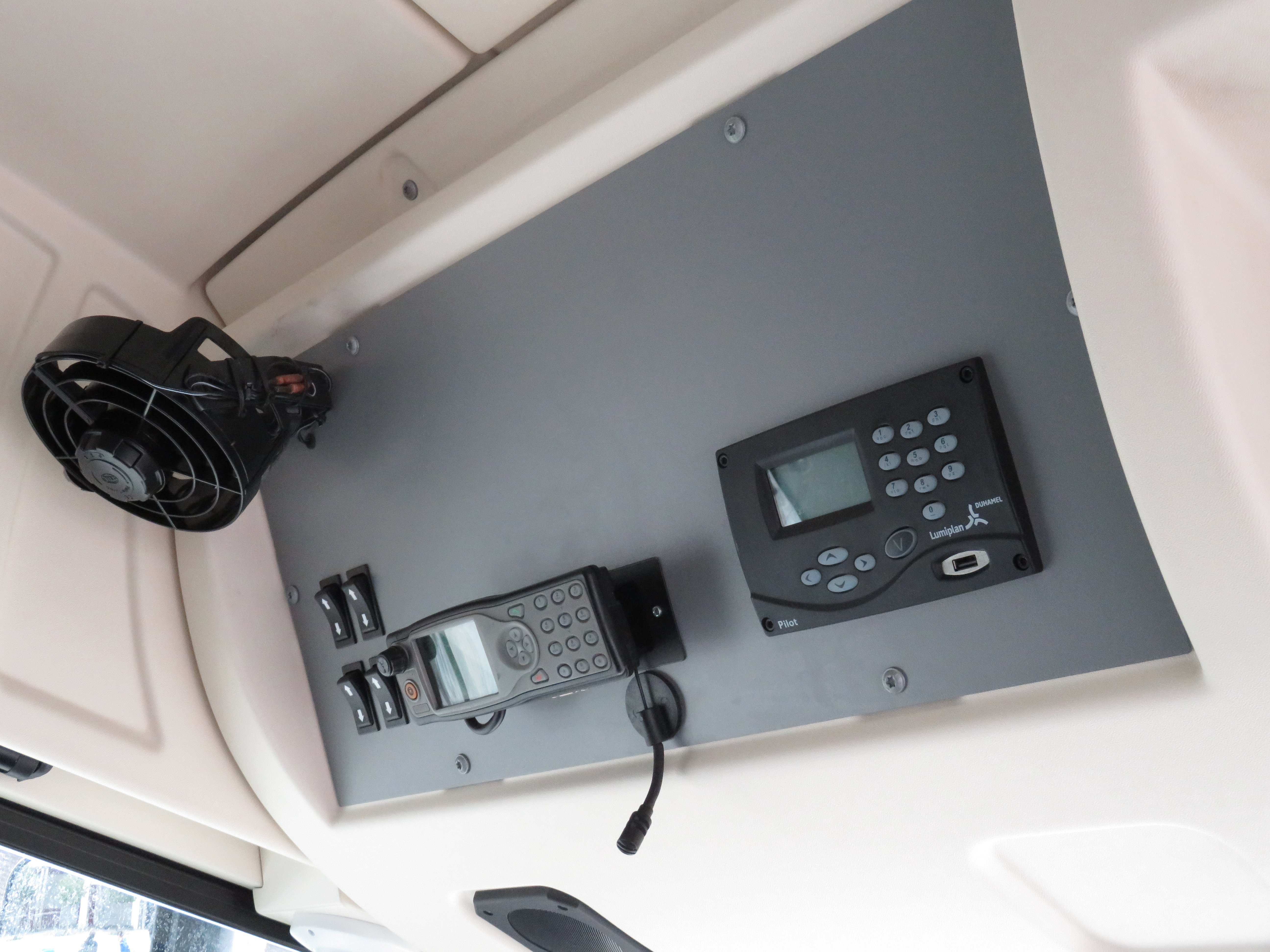
Radio et girouette.

De nombreuses options sont disponibles :
Options extérieures
- Rampe d'accès électrique pour les personnes en fauteuil roulant ;
- Seconde porte coulissante et non louvoyante et/ou ajout d'une 3e porte ;
- Feux diurnes ;
- Feux anti-brouillard ;
- Ajout d'un 3e feu stop ;
- Carénages ou enjoliveurs de roues.

Options intérieures
- Différentes implantations des sièges ;
- Différentes textures pour la sellerie ;
- Baies panoramiques en partie basse, à hauteur de l'emplacement destiné aux personnes en fauteuil rouant ;
- Éclairages d'ambiance Lampa'bus, éclairant indirectement les voussoirs ;
- Climatisation intégrale ou uniquement pour le conducteur ;
- Systèmes d’information et de vidéo surveillance.